# 파드마 락슈미
파드마 락슈미(Padma Lakshmi, 1970년 9월 1일 ~ )는 인도 태생의 미국의 작가, 배우, 모델, 텔레비전 사회자이다. 1999 구르망 세계 요리책 시상식에서 저서 Easy Exotic으로 "베스트 퍼스트 북"(Best First Book)상을 받았다. 2006년, 리얼리티 요리 프로그램 《탑 셰프》 시즌 2의 호스트를 맡았으며, 이후 프라임타임 에미상 리얼리티 프로그램 부문 호스트 부문에 지명되기도 했다.

## 출연 작품
- 아메리칸 미러 - 인티메이션스 오브 이모텔러티 (2018)
- 탑 쉐프 (2006)
- 샤프의 도전 (2006)
- 모세의 십계 (2006)
- 러브 인 샌프란시스코 (2005)
- 글리터 (2001)